# 釆部
釆部，為漢字索引中的部首之一，康熙字典214個部首中的第一百六十五個（七劃的則為第十九個）。在傳統漢字與中文簡化字中，其都被歸為七劃部首。釆部只以左方為部字。且無其他部首可用者將部首歸為釆部。

## 部首單字解釋
辨別。獸類的蹄爪分別。辨的本字。見說文。
- 補充：「采」字从爪从木，象手在樹上採摘果實之形。[1]「釆」字說文以為象獸爪，學者或以為从手从少（沙），象手在沙中摸索分辨之形[2]；或以為从力从數點，象農具與種子，會播種之義等。[3]雖「釆」字尚無定說，但可以確定的是，和「采」字完全不同。

## 字形

甲骨文
金文
大篆
小篆

## 字例
（依Unicode排名）
| 除部首外之筆劃 | 字例 -{ |
| -------------- | ------- |
| +0             | 釆      |
| +1             | 采      |
| +4             | 釈      |
| +5             | 釉释    |
| +7             | 𨤔      |
| +13            | 釋 }-   |

## 資料來源
1. ↑  . humanum.arts.cuhk.edu.hk.   [2018-03-30]. （原始内容存档于2019-06-14）.
2. ↑  何, 琳儀. . 北京: 中華書局. 1998年9月: 1059. ISBN 9787101016253.
3. ↑  . humanum.arts.cuhk.edu.hk.   [2018-03-30]. （原始内容存档于2021-03-21）.